# Mancini (famiglia)
I Mancini sono una famiglia nobile italiana originaria di Roma e con numerose diramazioni, soprattutto in Italia meridionale e in Francia.
Nella loro storia, i Mancini ricevettero numerosi titoli e feudi: duca di Nevers e Donzy, principe di Vergagne e del Sacro Romano Impero con il trattamento di Altezza serenissima, pari di Francia, grande di Spagna di prima classe, marchese di Fusignano, conte di Montefortino, visconte di Clamecy, barone di Tardello, Tumminii e Ogliastro, signore di Claye-Souilly, nobile romano, patrizio veneto ecc. Furono insigniti dell'Ordine del Toson d'oro, dell'Ordine dello Spirito Santo, dell'Ordine di San Michele, del Sovrano Ordine di San Giovanni di Gerusalemme, e tanti altri.

## Storia

Stemma della famiglia Mancini de Lucij

Stemma della famiglia Mancini-Mazzarino

### Ramo di Napoli
Ebbe per fondatore Domenico Nicola Mancini che fu creato Marchese di Fusignano nel 1535 dal Principe Francesco d'Este, figlio di Alfonso I d'Este e che si trasferì nel Regno di Napoli nel 1527. Domenico Nicola III, 5º Marchese di Fusignano, ottenne il titolo di conte per tutti i maschi della famiglia nel 1745 dal papa Benedetto XIV. Il membro più illustre fu il Conte Pasquale Stanislao Mancini, 8º Marchese di Fusignano, giurista, scrittore e tre volte ministro del Regno d'Italia.

### Ramo di San Vittore
Ebbe per fondatore il Conte Antonio Filippo Luigi Mancini dei Marchesi di Fusignano, 1º tenente della Gendarmeria Reale dell'Esercito borbonico nel 1850 e signore del castello di San Vittore nel Regno delle Due Sicilie; il membro più illustre fu il Conte Antonio Eugenio Andrea Mancini (1915-1990), eroe della seconda guerra mondiale e Croce al merito di guerra: il ramo è tuttora fiorente.

### Mancini di Roma
Il cognome Mancini, risale al XV secolo con Lorenzo di Pietro che fu spetiario e conservatore di Roma nel 1418, derivante come sinonimo e patronimico della famiglia romana "de Omnia Sancti" testimoniata almeno dal XIV secolo, le cui origini si fanno risalire probabilmente all'XI secolo. Erano anche chiamati de Lucij, Lucii, Luci o Lucci. Cambiarono nome solamente a partire dal XVI secolo, e il motivo araldico dei pesci lucci che alzano nello stemma dei Mancini richiama il cognome originario della casata. Il primo rappresentante della famiglia sembrerebbe essere Lucio Mancini che visse nel 990. Molti membri della famiglia furono Conservatori all'Urbe, ufficiali reggenti lo stato con grande autorità. La famiglia dette inoltre due vescovi — Antonio Mancini, vescovo di Venafro e Matteo Mancini, vescovo di Sora — e nei secoli ebbe varie diramazioni (a Fermo dal 1160 diede alla città Priori, Consoli, Gonfalonieri e Dottori).

L'umanista Marco Antonio Altieri (1457-1537) ne Li Nuptiali, un'importante raccolta di notizie sulla Roma cinquecentesca, con classificazione delle famiglie nobili, li annovera fra le principali famiglie nobili romane. Raggiunsero una considerevole importanza in seguito alle nozze, nel 1634, di Michele Lorenzo Mancini con Geronima Mazzarino, sorella del potente cardinale Giulio Mazzarino, uomo politico francese di origine abruzzese. La casata fu inoltre ricevuta agli Onori della Corte di Francia durante il XVIII secolo.

### Ramo di Sicilia
Il ramo fu originato da Giacomo Mancini che, nel 1256, si trasferì in Sicilia per sfuggire alle persecuzioni di Vitelleschi, tiranno di Roma; da lui discesero i baroni di Tardello, Tumminii e Ogliastro. Il ramo si estinse nel XVI secolo.
Un secondo ramo siciliano ebbe origine da Francesco Mancini, consanguineo del cardinale Giulio Mazzarino, che si trasferì a Catania nel XVII secolo come Procuratore Generale del Principe Marco Antonio Colonna e della di lui consorte Isabella Gioeni. La famiglia fiorì a Catania nei secoli successivi come testimoniato dalle citazioni ai Mancini nella toponomastica della città etnea. Il ramo tuttora fiorente porta il cognome Mancini de Lucij.

### Ramo di Nevers
Originato da Michele Lorenzo Mancini (morto nel 1660 circa), barone romano, negromante e astrologo, sposato a Geronima Mazzarino (1614–1656), sorella del cardinale Giulio; proprio quest'ultimo introdusse la famiglia alla corte di Francia. Dal matrimonio nacquero:
- Paolo Giulio (1636–1652), capitano dei cavalleggeri, fu mortalmente ferito il 2 luglio 1652, nel corso dei combattimenti presso la porta Saint-Antoine a Parigi alla fine della rivolta della Fronda dei principi;
- Filippo Giulio creato duca di Nevers e Donzy, con privilegio di battere moneta, dallo zio, il cardinale Mazzarino nel 1661, cavaliere dell'Ordine dello Spirito Santo e capitano-luogotenente della Prima Compagnia dei Moschettieri del re: suo successore nella carica fu il conte Charles de Batz de Castelmore d'Artagnan
- Laura Mancini (1636–1657), che sposò Luigi di Borbone divenendo duchessa di Mercoeur e fu madre del principe Luigi Giuseppe di Borbone-Vendôme;
- Olimpia (1637–1708), contessa di Soissons, che sposò il principe Eugenio Maurizio di Savoia-Carignano e fu madre del Principe Eugenio;
- Maria (1639–1715), principessa Colonna e viceregina di Napoli e Aragona, primo amore di Luigi XIV[8];
- Ortensia (1645–1699), duchessa di Rethel-Mazarin, amante di Carlo II Stuart;
- Marianna, moglie di Goffredo Maurizio de La Tour d'Auvergne, 3º duca di Bouillon, figlio di Fréderic Maurice de La Tour d'Auvergne e quindi nipote del maresciallo di Francia Henri de La Tour d'Auvergne-Bouillon, più conosciuto con il soprannome di Grand Turenne, duchessa di Bouillon, protettrice di Racine e La Fontaine;

Tra i loro discendenti ci furono anche il cardinale Francesco Maria (1606–1672), che fu fondamentale per l'elezione al soglio pontificio di Papa Alessandro VII, e Luigi (1716–1798), generale, diplomatico e scrittore oltre che duca del Nivernese, principe di Vergagne e del Sacro Romano Impero e cavaliere dell'Ordine del Toson d'oro e dell'Ordine dello Spirito Santo.

## Stemma
Mancini di Roma
D'azzurro, a due pesci in palo, d'argento.
Mancini di Milano
Inquartato: nel 1º e 4º d'azzurro, a due pesci nuotanti al naturale, l'uno sull'altro; nel 2º e 3º d'argento, a due caprioli di rosso; colla fascia d'oro attraversante sull'inquartatura e caricata di un'aquila di nero. Cimiero: Un'aquila uscente di nero.
Mancini di Napoli
Partito: nel 1º di rosso, al leone al naturale, linguato di rosso, e sostenente colle branche anteriori una spada nuda in palo; nel 2º d'azzurro, a due pesci al naturale, posti in palo, e colla testa volta verso il capo.
Lo stemma della famiglia Mancini ha ispirato quello del comune francese di Liernais.